# Lahnenwiesgraben
Der Lahnenwiesgraben (auch Lahnewiesgraben) ist ein Bach in den südöstlichen Ammergauer Alpen,
der nach Osten fließt und im Norden von Garmisch-Partenkirchen (Ortsteil Burgrain) in die Loisach mündet.

## Einzugsgebiet und Verlauf
Das ca. 19 km² große Einzugsgebiet des Lahnenwiesgrabens wird im Norden vom Windstierlkopf, Vorderer Felderkopf und Brünstelskopf, im Westen vom Enningsattel und im Süden vom Hirschbichel, Kramerspitz und Königsstand eingerahmt.
Im Oberlauf hat der Lahnenwiesgraben unterschiedliche Namen. Er entspringt als Fleckgraben aus einem Quelltümpel unweit der Enningalmhütte. Nach Einmündung des Roten Grabens orografisch von rechts wird er Sulzgraben (auch Wiesgraben) genannt. Erst ab dem Zufluss des Stepberggrabens, ebenfalls orografisch von rechts, führt der Bach den Namen Lahnenwiesgraben. Dieser nimmt das Wasser weiterer Bäche auf (von rechts: Neuweidlahner, Schneckengraben, von links: Herrentischgraben, Bachgraben, sowie weitere namenlose Bäche), bevor er bei Burgrain den Talgrund der Loisach erreicht. Kurz vor der Mündung fließt von rechts noch der Schwaiggraben zu, der Abfluss des Pflegersees. Die Mündung in die Loisach wurde 2016/17 etwas nach Norden verschwenkt um einen Rückstau des Lahnenwiesgrabens bei Hochwasser der Loisach im Siedlungsbereich von Burgrain zu vermeiden.

## Hydrologie und Geologie
In den Jahren 2000 bis 2005 schwankte der mittlere Abfluss (MQ) nahe der Mündung in Burgrain zwischen 0,32 und 0,64 m³/s. Der höchste Abfluss (HQ) betrug in diesem Zeitraum 16,77 m³/s.
Geologisch gesehen liegt das Tal des Lahnenwiesgrabens in einer tektonischen Mulde (Lahnenwies-Mulde), in der sich kalkalpine Sedimente der oberen Trias und des Jura erhalten haben. Geprägt wird das Tal vom alpinen Plattenkalk (Norium) und den etwas jüngeren Mergeln der Kössen-Formation (Rhaetium). Letztere zeichnen sich durch ihren Fossilienreichtum aus. So gibt es im Bereich des Fleckgrabens und im Mündungsbereich des Schneckengrabens viele Fossilienfunde.
Aufgrund der Erosionsanfälligkeit der Gesteine ist der Lahnenwiesgraben einschließlich seiner Oberläufe durch viele Mur- und Geschiebesperren verbaut und war in der Vergangenheit Gegenstand von wissenschaftlichen Studien zu Massenbewegungen.

## Tourismus
Durch das Tal des Lahnenwiesgrabens führt eine Forststraße bis zur Enningalm. Diese ist im Sommer bewirtschaftet, allerdings ohne Übernachtungsmöglichkeit. 
Die Enningalm ist vor allem bei Mountainbikern ein beliebtes Ziel.
Parallel zur Forststraße verläuft auch ein Wanderweg. Über den Enningsattel hinaus gelangt man auf einem schmalen Weg (Singletrail) über die Rotmoosalm
nach Griesen. 

## Weitere Fotos

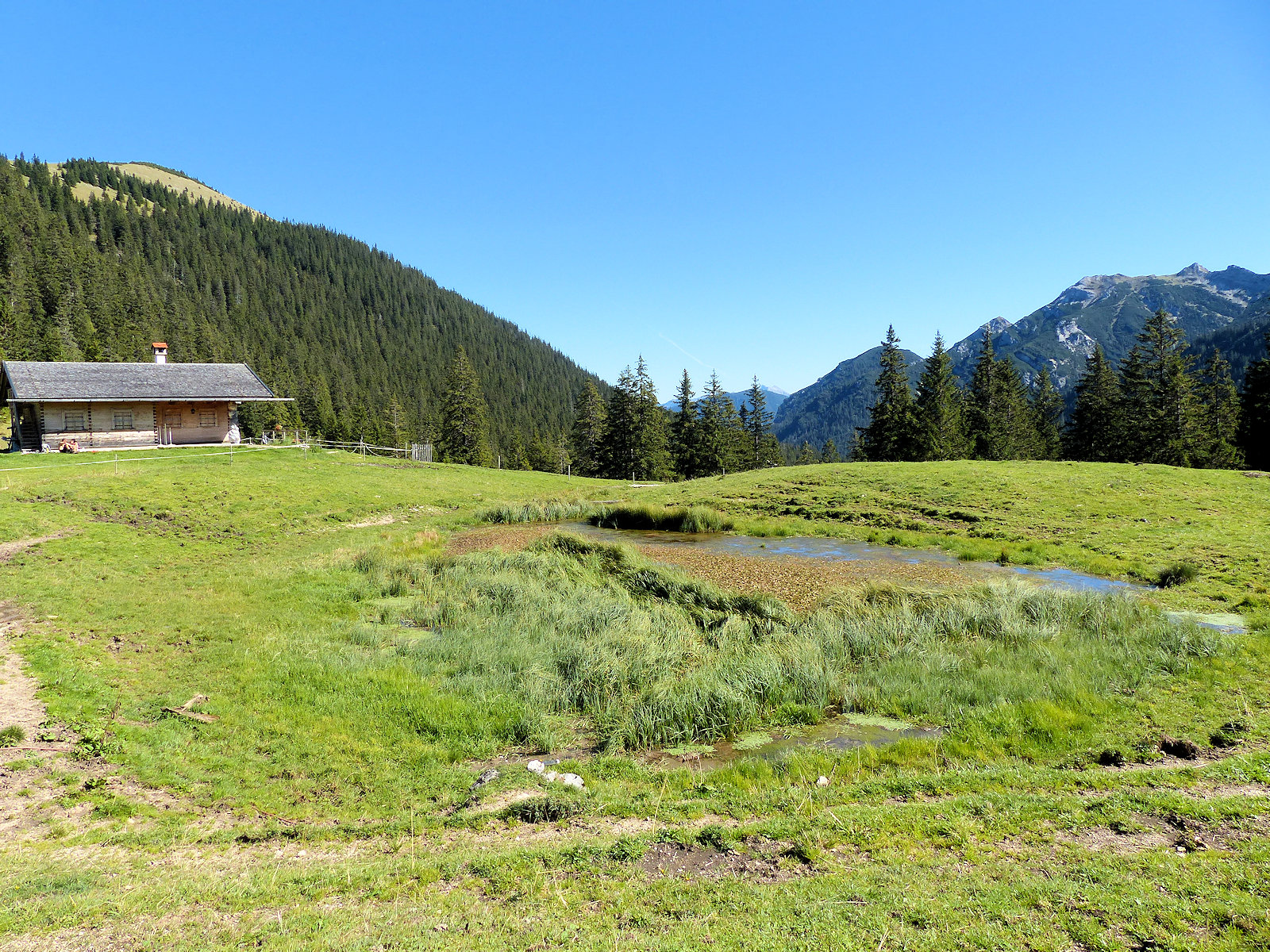
Quelltümpel des Fleckgrabens bei der Enningalmhütte (links)
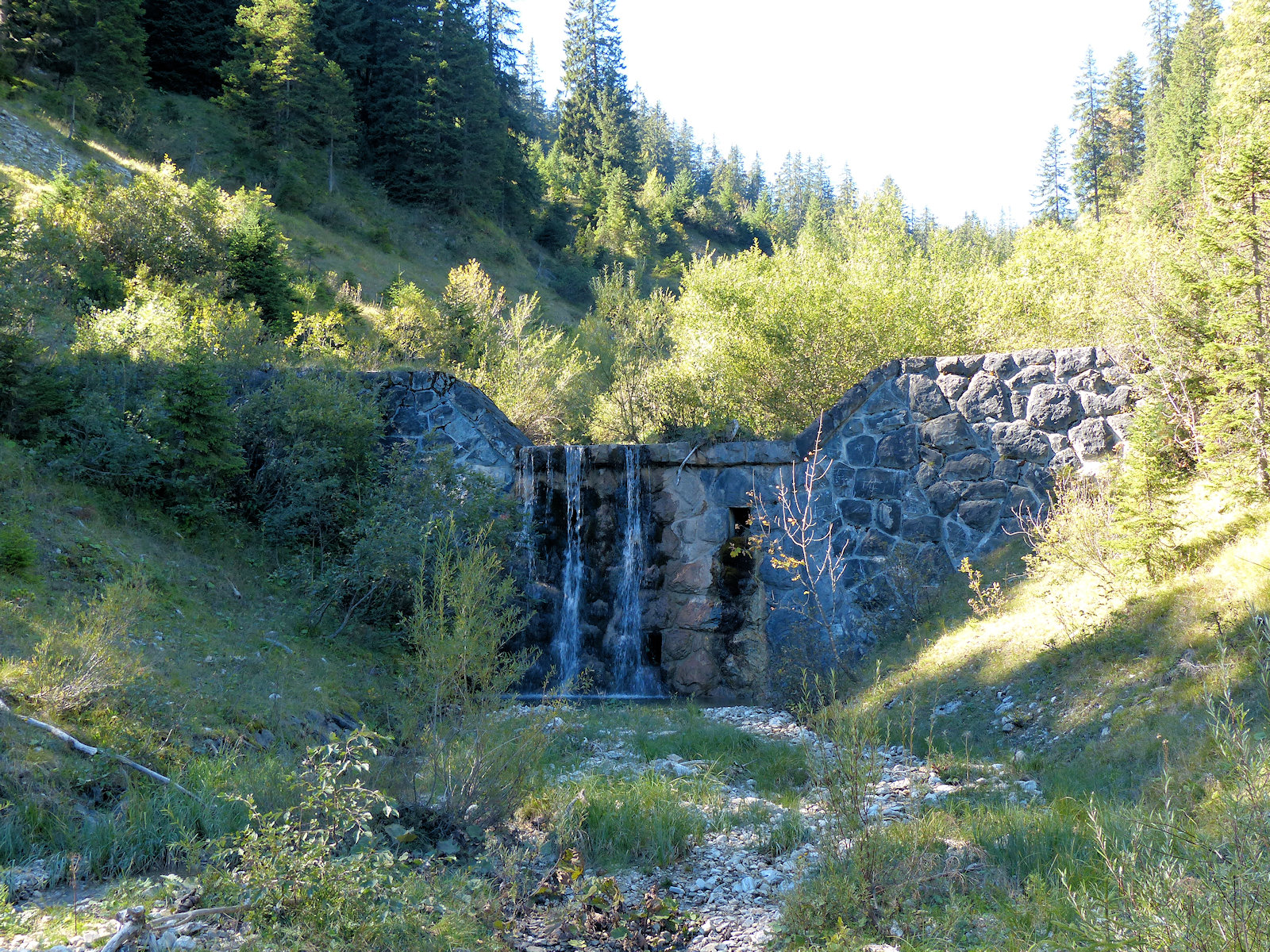
Wildwasserverbauung am Sulzgraben
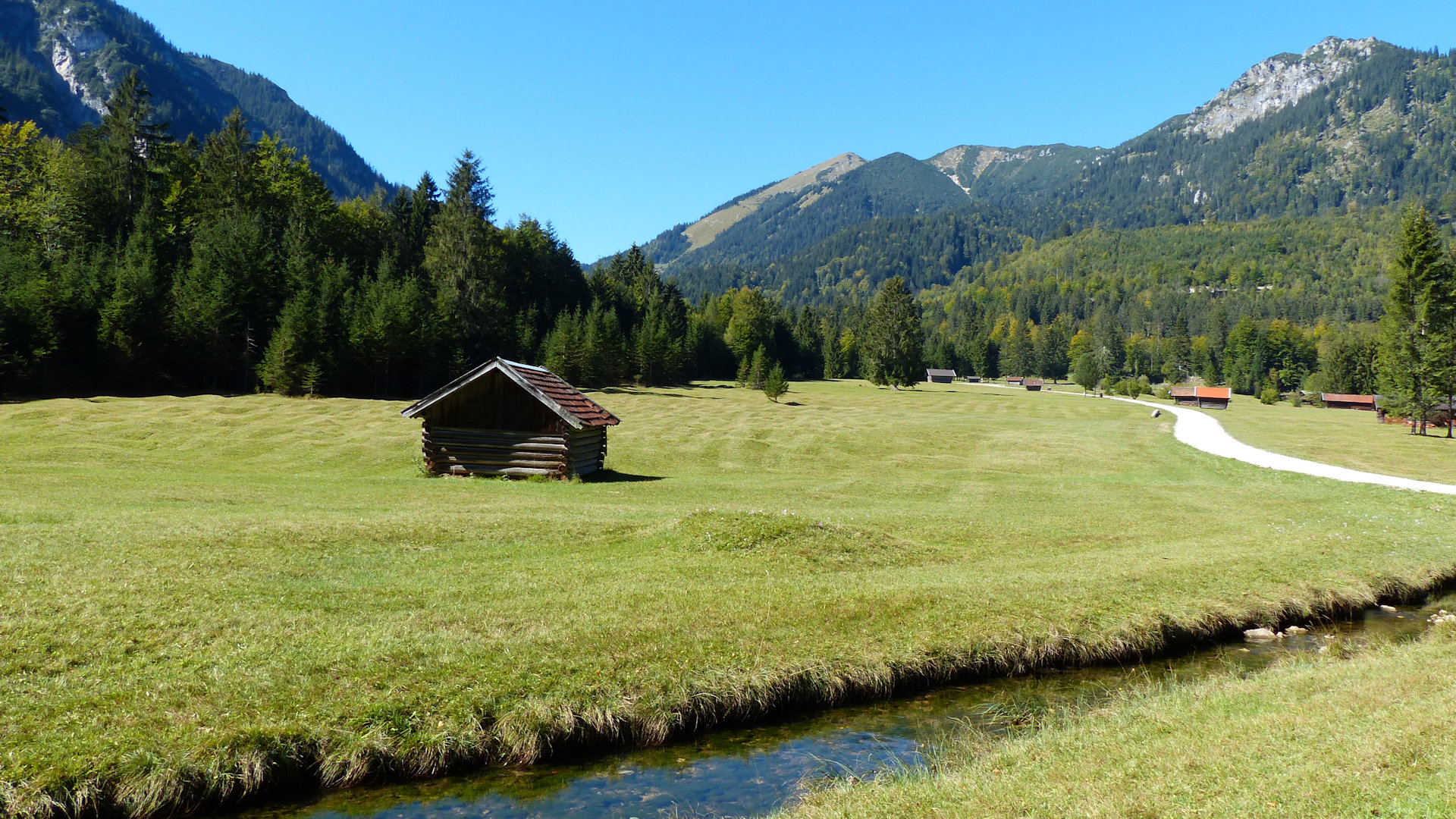
Blick über den Bachgraben und die Reschbergwiesen in das Tal des Lahnenwiesgrabens
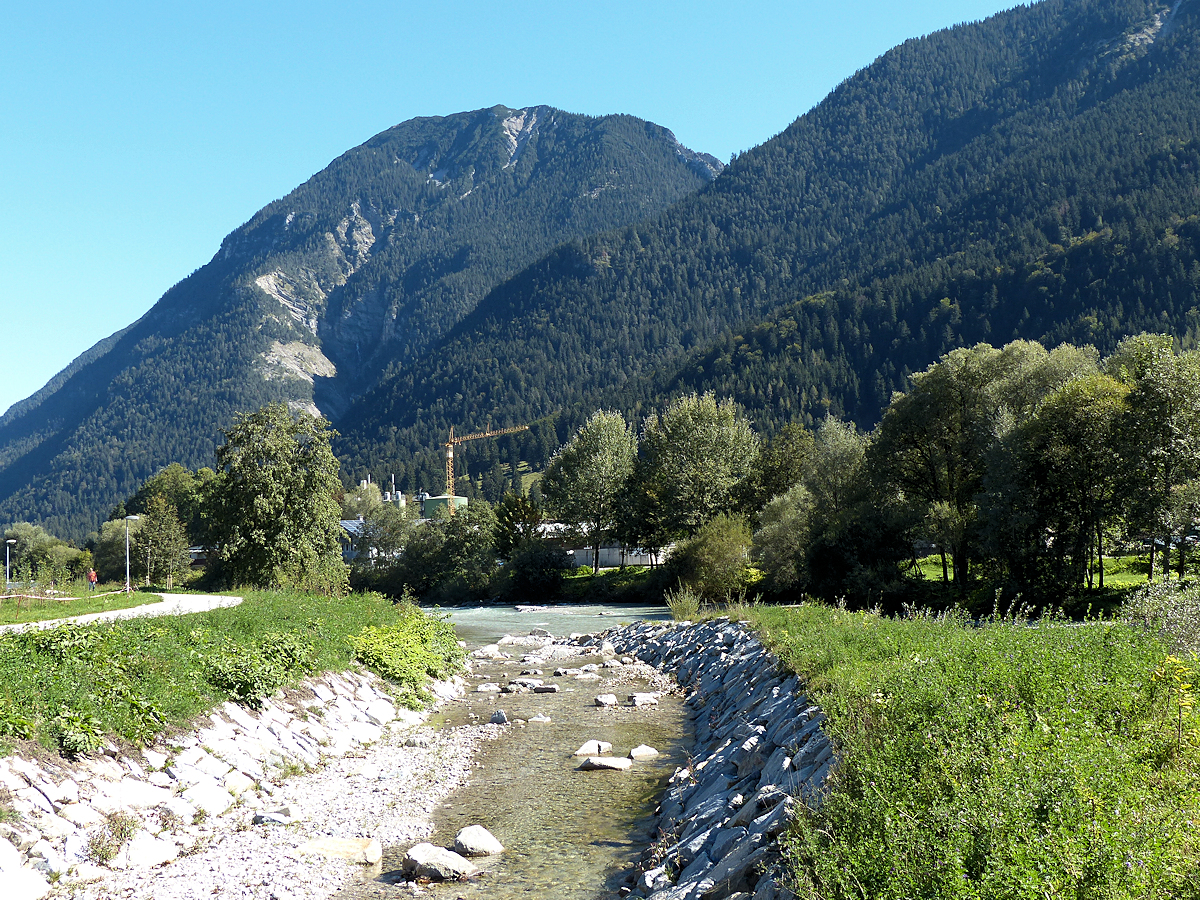
Mündung des Lahnenwiesgrabens in die Loisach (von rechts). Im Hintergrund der Hohe Fricken